# Naucrates ductor
Naucrates ductor, conosciuto comunemente come pesce pilota, è un pesce d'acqua salata appartenente alla famiglia Carangidae, unico esponente del genere Naucrates.

## Distribuzione e habitat
Questa specie è diffusa nelle acque costiere dei mari temperati e tropicali di tutto il globo, compreso il mar Mediterraneo.

## Descrizione
L'aspetto è quello tipico dei Carangidae pelagici, infatti il corpo è allungato, con testa arrotondata. Le pinne sono forti e muscolose e la coda è bilobata. La livrea è bianco-grigia con larghe fasce nere. I giovani hanno livrea bianco-gialla con strisce brune sfrangiate. 

Può superare i 50 cm di lunghezza.

## Comportamento e alimentazione
Gli esemplari giovani, come quelli di altre specie della famiglia, tendono a ripararsi nell'ombrello delle meduse, convivendo con esse, approfittando della protezione che forniscono loro e forse cibandosi degli avanzi delle loro prede.

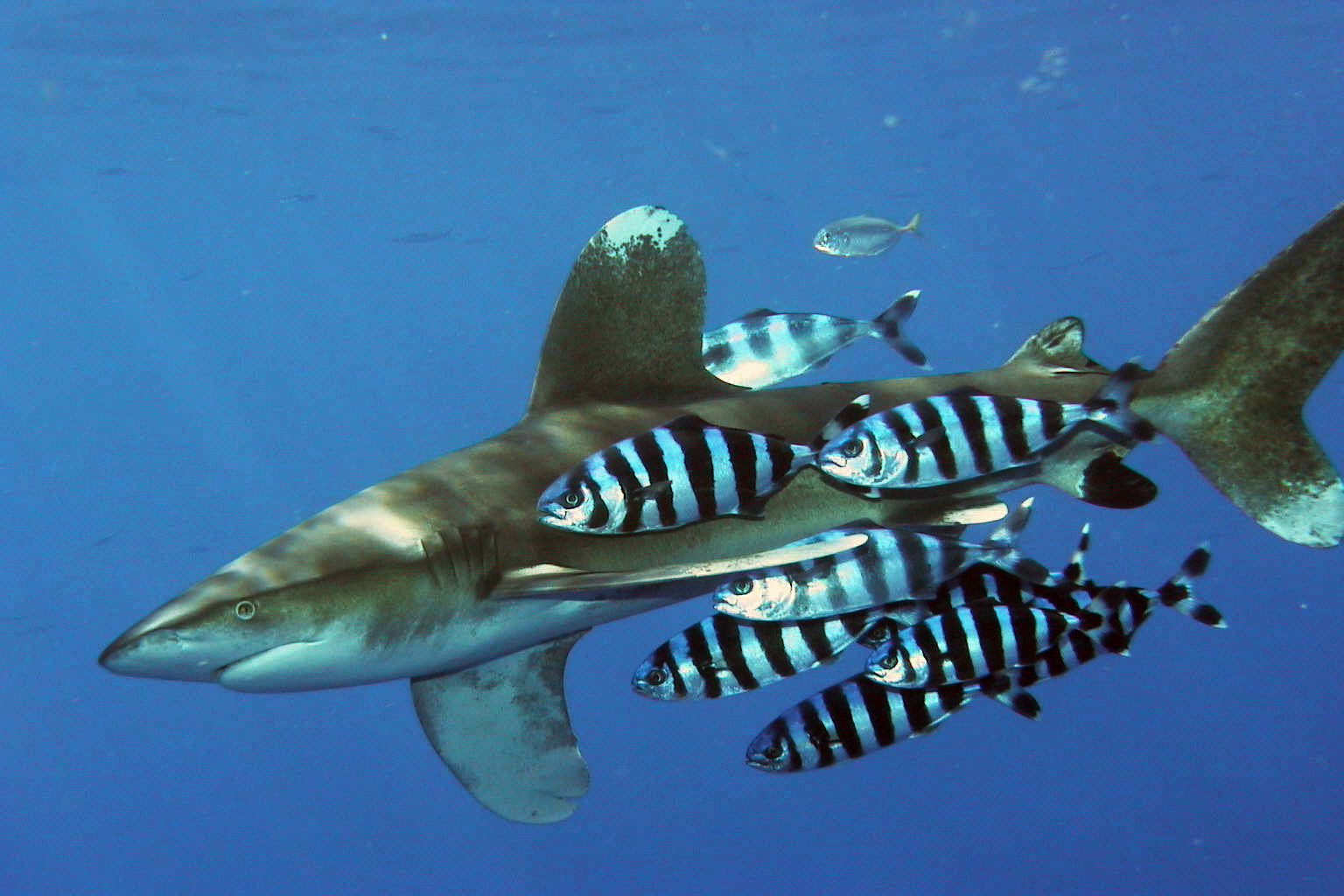
Pesci pilota in compagnia di uno squalo

Gli esemplari adulti invece sono soliti seguire navi, tartarughe marine, mante, razze ma soprattutto gli squali. 

Il rapporto di questo pesce con gli squali viene descritto come quasi simbiotico ed è estremamente raro che uno squalo si cibi di un pesce pilota tanto che si notano spesso piccoli pesci pilota che nuotano nella bocca degli squali per nutrirsi dei residui di cibo rimasti tra i denti, dei parassiti, degli avanzi di cibo e anche degli escrementi degli squali, fornendo in cambio un “servizio” di pulizia.

## Predatori
Le specie che comportano un pericolo per i pesci pilota sono le lampuga e le Remora remora, anch'esse compagne di viaggio degli squali

## Pesca
È una specie commestibile, pescata per il consumo umano.

## Acquariofilia
Il pesce pilota è ospite di acquari pubblici, spesso nelle stesse vasche degli squali.